# 盾绿藻属
盾绿藻属（学名：Chloropelta）为石莼科的一个属。

## 下级分类
本属包括以下物种：
- Chloropelta caespitosa Tanner, 1980[1]